# Isola Spargi
Spargi è un'isola dell'arcipelago di La Maddalena nella Sardegna nord-orientale in provincia della Gallura Nord-Est Sardegna.

## Geografia
L'isola appartiene al parco nazionale dell'Arcipelago di La Maddalena e con una superficie di 4,20 km² è la terza per estensione dell'arcipelago. Essa ha uno sviluppo costiero di 11 km e la punta di Guardia Preposti, la più elevata dell'isola raggiunge la quota di 153 metri s.l.m. Di natura granitica, ricchissima di acqua e vegetazione ospita numerose specie protette di uccelli.

## Storia
Nei primi decenni dell'Ottocento un bandito, Natale Berretta, perseguitato dalla legge, si nascose sull'isola riuscendo a sfuggire così al carcere, ma quando finalmente la sua innocenza fu provata decise di restarvi con la sua famiglia allevando capre e vacche.
Nell'ultimo secolo fu utilizzata solo nella prima e nella seconda guerra mondiale e i ruderi dei vari forti sono tutt'oggi visibili, fra i quali l'Opera Antinave Rubin de Cervin a Punta Zanotto è sicuramente il meglio conservato.
Nei fondali circostanti l'isola sono stati recuperati vari reperti e i resti di una nave romana del II secolo a.C. oggi esposti al museo navale di La Maddalena.

## Galleria d'immagini

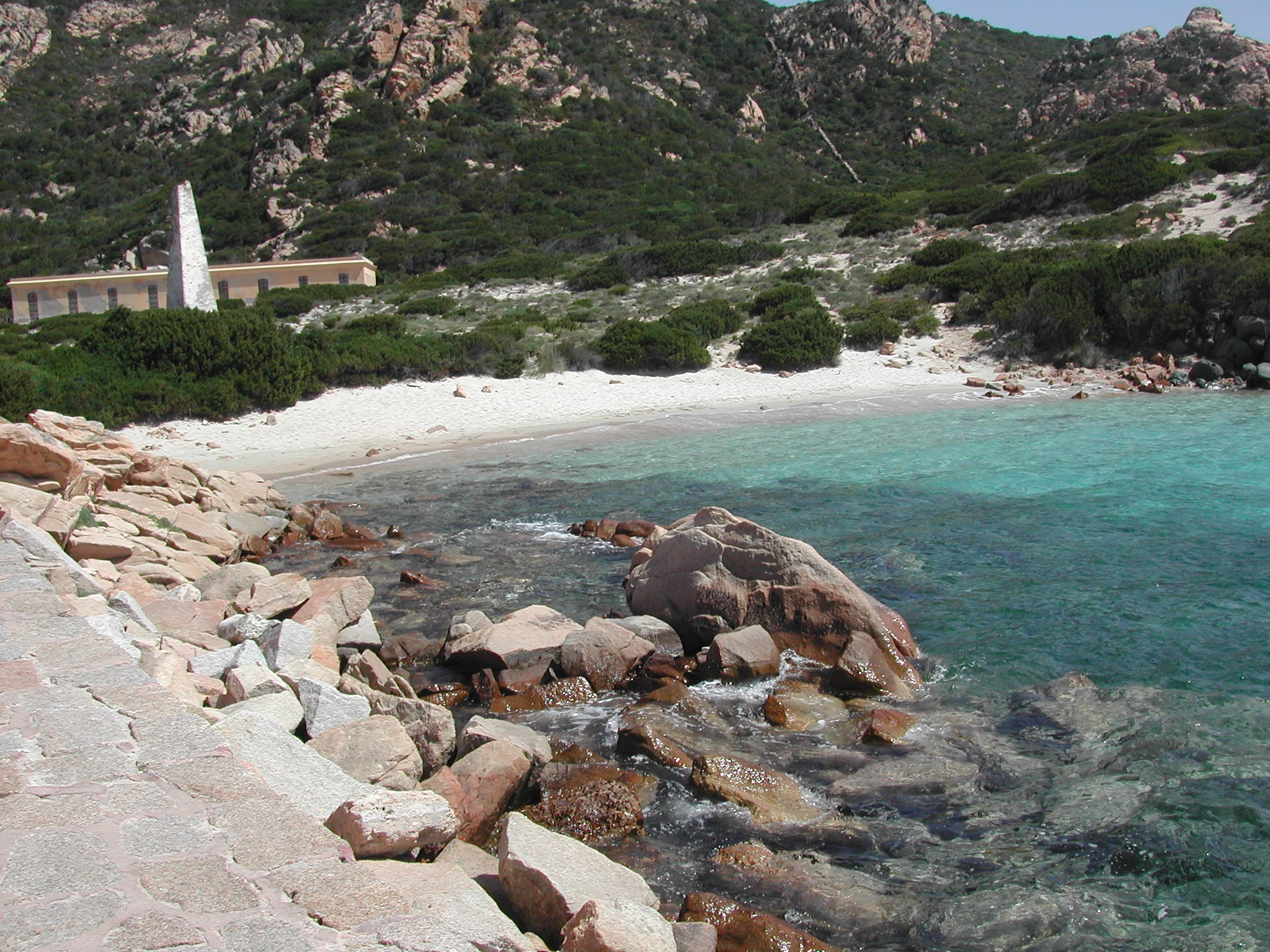
Spiaggia di fronte al forte Zanotto
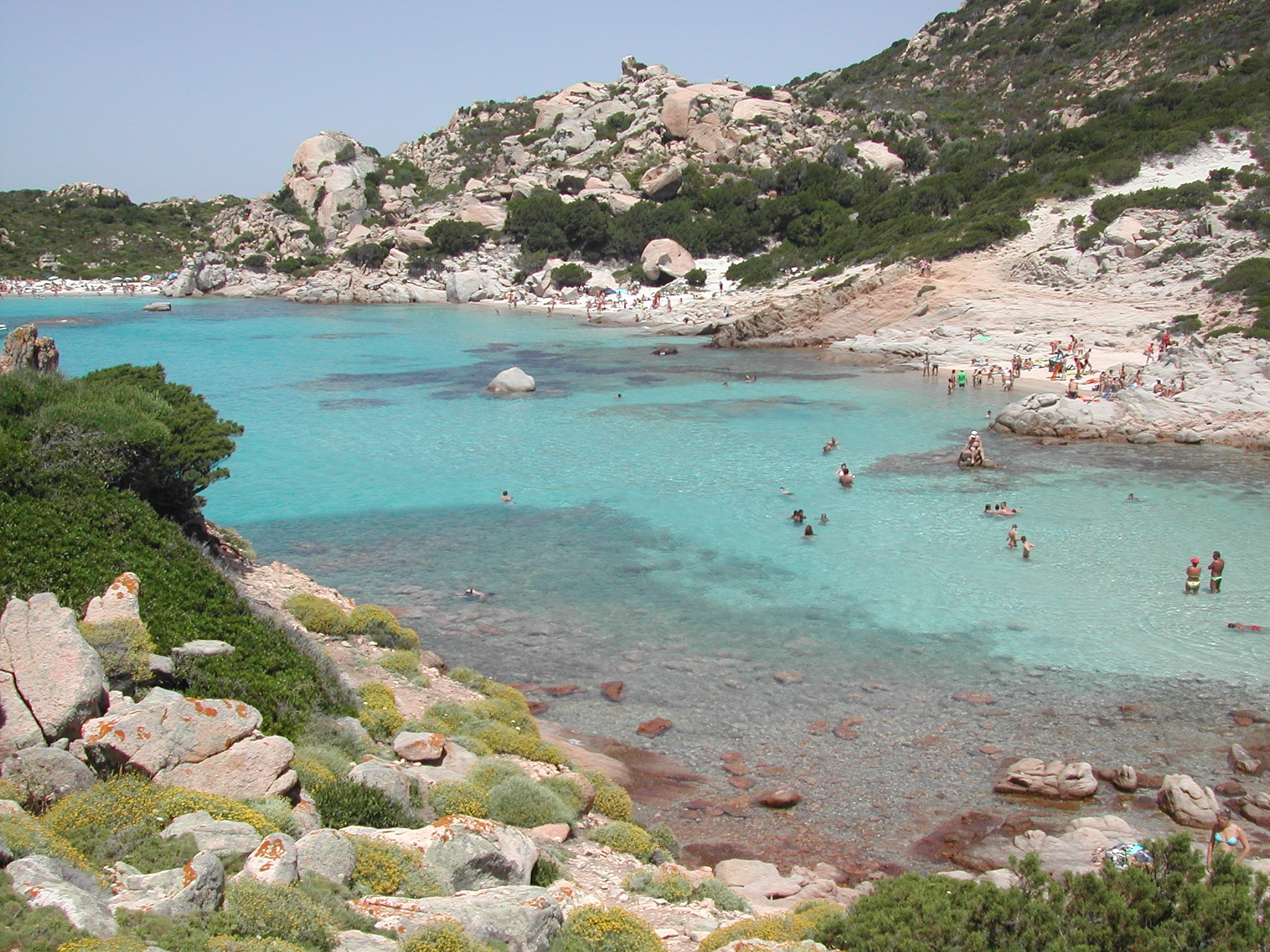
Cala Corsara
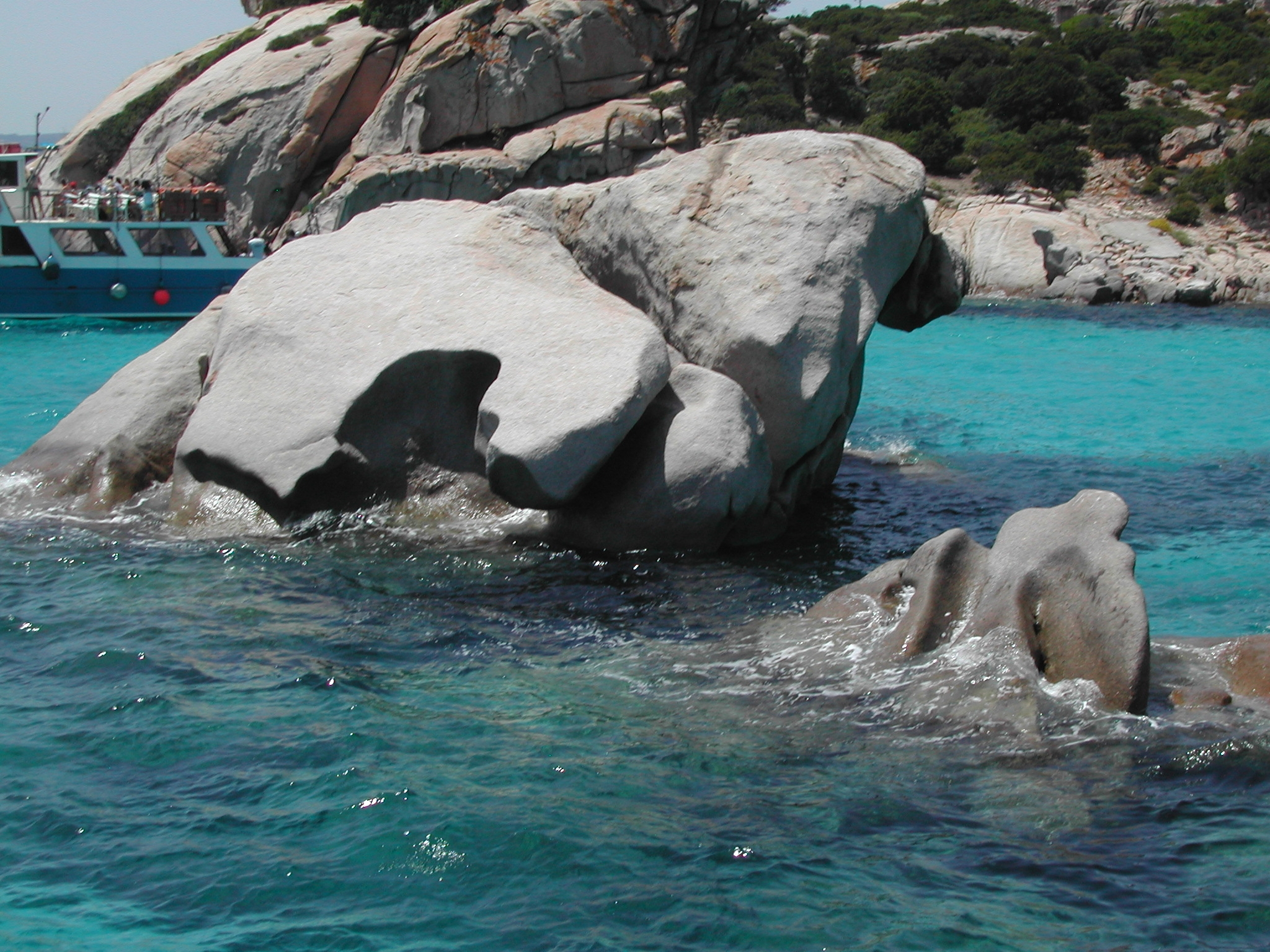
Il famoso profilo del bulldog
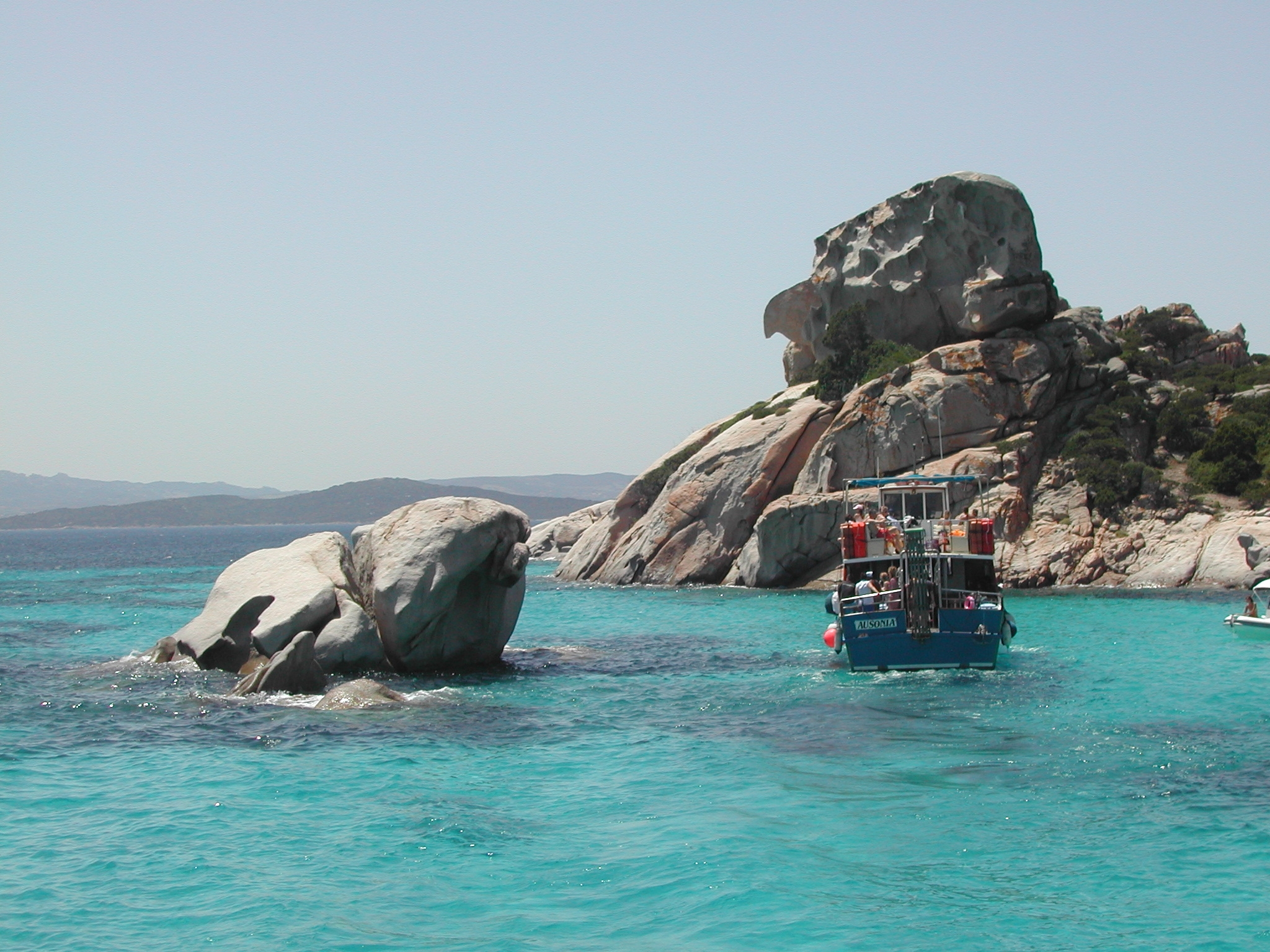
Il famoso profilo della strega
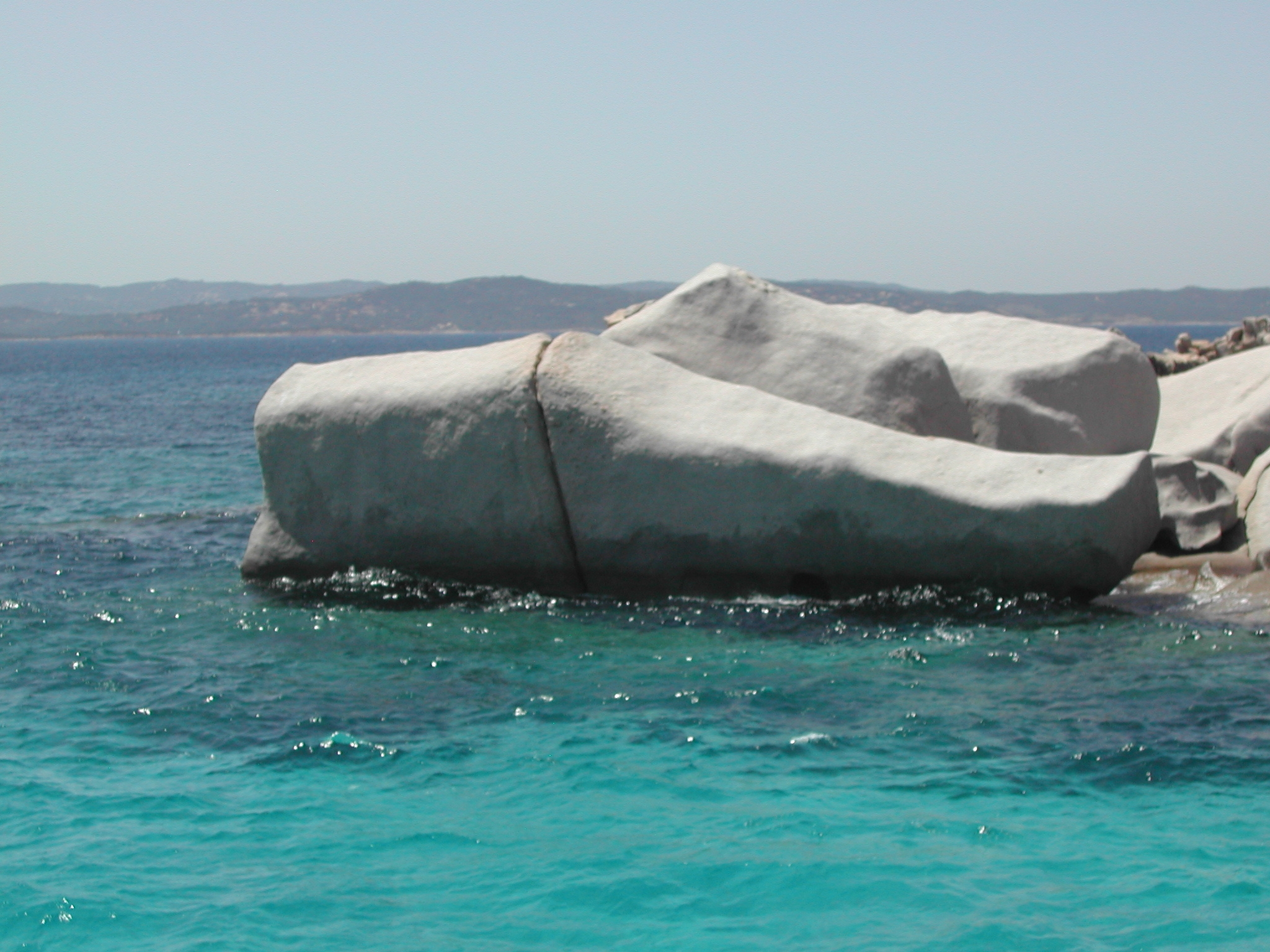
Lo zoccolo olandese o corno di rinoceronte
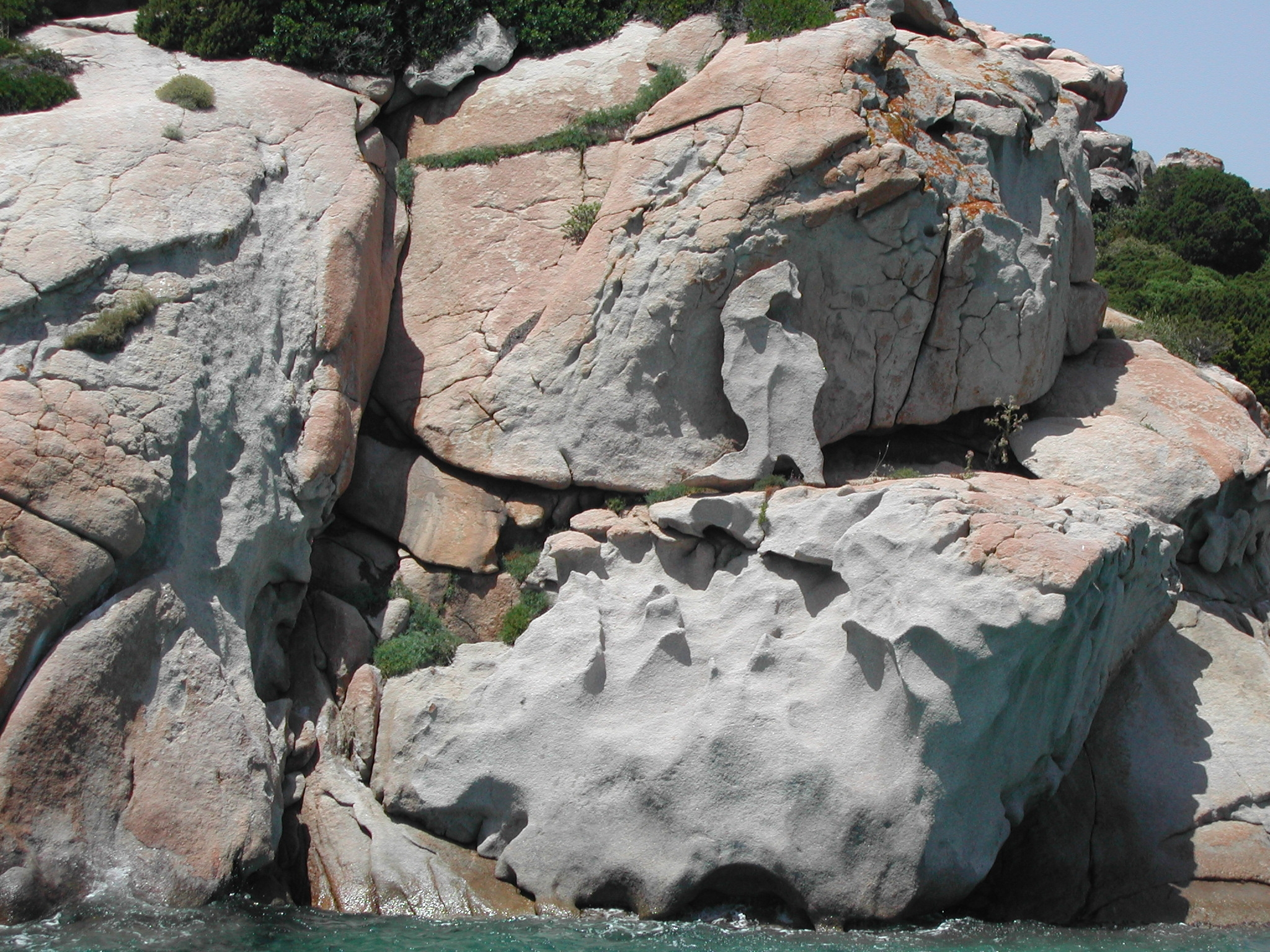
Lo stivale
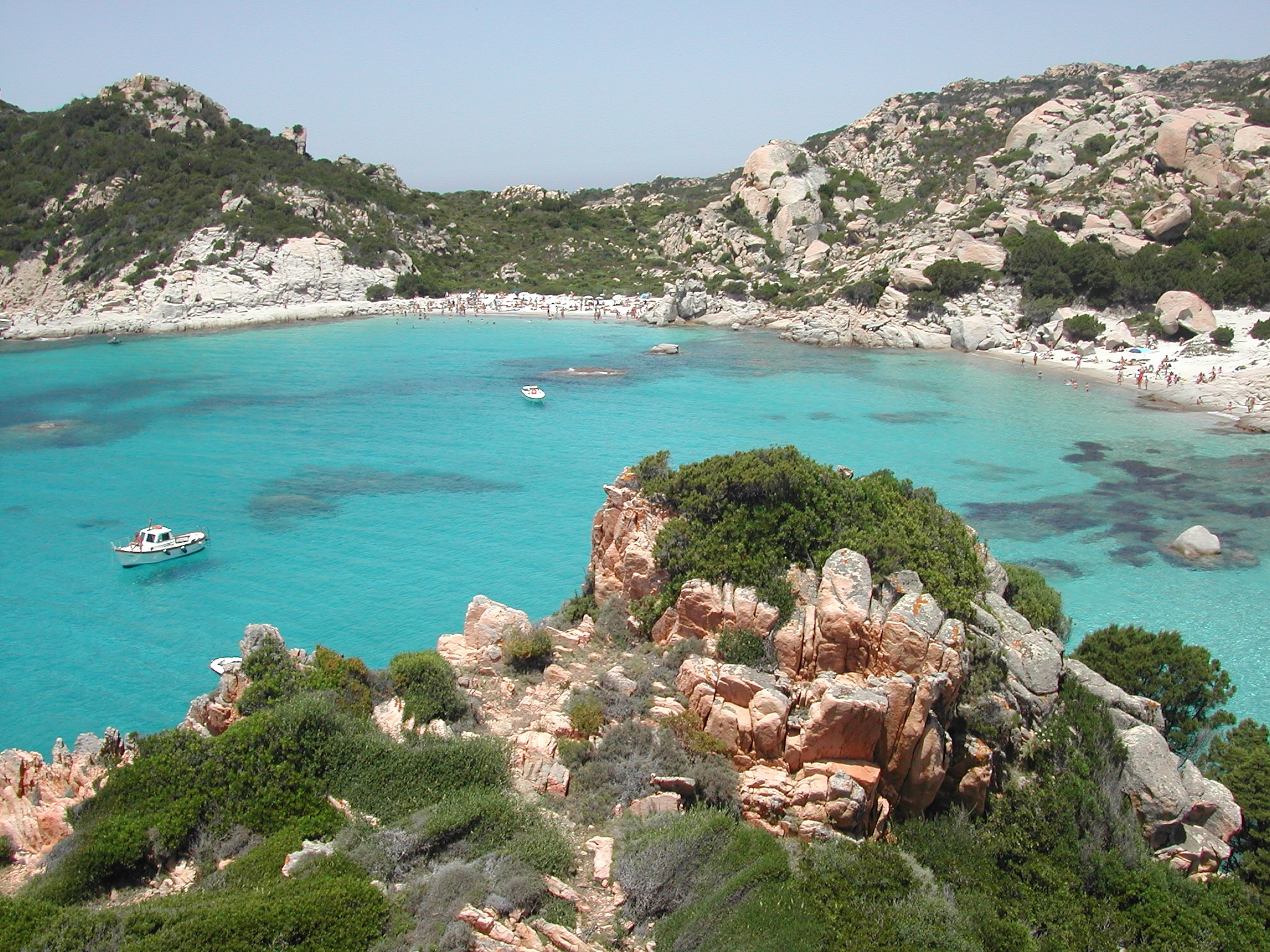
Il mare di Spargi